# Michael Horgan
Michael A. „Mick“ Horgan (* 12. Juli 1934 in Plymouth; † 20. August 2023 in den USA) war ein irischer Radrennfahrer.

## Sportliche Laufbahn
Horgan war im Bahnradsport aktiv. Er war Teilnehmer der Olympischen Sommerspiele 1960 in Rom. Im Sprint schied er im Vorlauf aus. Im Zeitfahren wurde er beim Sieg von Sante Gaiardoni als 24. klassiert. er war  beruflich als Maschinenbauingenieur tätig.